# Prisika (Kiseški kotar, Mađarska)
Prisika (mađarski Peresznye; njemački Prössing), naselje gradišćanskih Hrvata na sjeverozapadu Mađarske u Željeznoj županiji (mađ. Vas vármegye) blizu Sambotela, gdje su se doselili u 16. stoljeću. Prisika u novom tisućljeću ima oko 600 stanovnika, od čega 200 Hrvata čakavaca. U selu djeluje Prisičko hrvatsko društvo "Zviranjak".
U Prisici se nalazi i Muzej sakralne umjetnosti Hrvata u Mađarskoj, u rodnoj kući omiljenog gradišćanskog svećenika don Štefana Dumovića.
Ovdje je služio gradišćanski pisac Jožef Ficko.

## Kultura
- Koljnofski književni susreti, hrvatska književna manifestacija